# (3395) Jitka
(3395) Jitka – planetoida z pasa głównego asteroid okrążająca Słońce w ciągu 4 lat i 246 dni w średniej odległości 2,79 j.a. Została odkryta 20 października 1985 roku w Obserwatorium Kleť w pobliżu Czeskich Budziejowic przez Antonína Mrkosa. Nazwa planetoidy pochodzi od Jitki Beneša, który pomagał w organizacji International Halley Watch w Kleť. Przed nadaniem nazwy planetoida nosiła oznaczenie tymczasowe (3395) 1985 UN.